# Lyckoidan
Lyckoidan är en sjö i Piteå kommun i Norrbotten och ingår i Lillpiteälvens huvudavrinningsområde. Sjön har en area på 0,0461 kvadratkilometer och ligger 228,3 meter över havet. Sjön avvattnas av vattendraget Lillpiteälven.

## Delavrinningsområde
Lyckoidan ingår i det delavrinningsområde (727287-172404) som SMHI kallar för Ovan 727428-172530. Medelhöjden är 234 meter över havet och ytan är 2,21 kvadratkilometer. Räknas de 20 avrinningsområdena uppströms in blir den ackumulerade arean 220,23 kvadratkilometer. Avrinningsområdets utflöde Lillpiteälven mynnar i havet. Avrinningsområdet består mestadels av skog (75 procent) och sankmarker (13 procent). Avrinningsområdet har 0,05 kvadratkilometer vattenytor vilket ger det en sjöprocent på 2,5 procent.